# تيم بلو
تيم بلو (بالإنجليزية: Tim Blue)‏ مواليد 10 يوليو 1984 في بالم بيتش غاردنز، هو لاعب كرة سلة أمريكي. بدأ مسيرته الاحترافية في سنة 2007. يلعب في الدوري الفرنسي لكرة السلة الدرجة الأولى. يحمل الرقم 4. يبلغ طوله 6 قدم 9 بوصة (2.1 م).

## الإنجازات
- الدوري الهولندي لكرة السلة (1): 2009–10

## روابط خارجية
- تيم بلو على موقع كرة السلة الأوروبية.كوم (الإنجليزية)
- تيم بلو على موقع DraftExpress.com (الإنجليزية)
- تيم بلو على موقع كلية كرة السلة في سبورتس رفرنس.كوم (الإنجليزية)
- تيم بلو على موقع ريلجم (الإنجليزية)
- تيم بلو على موقع بروبوليرز (الإنجليزية)
- تيم بلو على موقع سبورتس رفرنس (الإنجليزية)